# Joel Humberto Rojas Pérez
Joel Humberto Rojas Pérez (Santa Clara, 16 de marzo de 1968) es un pintor cubano.

## Biografía
Realiza estudios de arte en el Instituto Superior de Arte (ISA), en La Habana.
Desarrolla la pintura y la instalación.

## Exposiciones

### Colectivas
Expuso de forma colectiva en la Segunda Bienal de La Habana (1986), realizada en la Escuela Nacional de Arte (La Habana), y en el 6.º Salón de Premiados (1992), en el Museo Nacional de Bellas Artes de La Habana.

### Individuales
Su primera exposición personal fue Muestra personal (1986), en la Biblioteca de la Escuela Nacional de Artes Plásticas, en La Habana. Además expuso en la muestra Joel Rojas (1994), colateral a la Quinta Bienal de La Habana, en la Casa del Joven Creador de La Habana.

## Premios
- 1988: Premio en Pintura, en el IV Salón Provincial de Artes Plásticas y Diseño Villa Clara ’88, en Villa Clara.
- 1989: Premio en Pintura, en el Salón de Marinas, Galería Leopoldo Romañach, en Caibarién (provincia de Villa Clara).
- 1990: Premio en Pintura, en el VI Salón Provincial de Artes Plásticas y Diseño Villa Clara ’90, en Villa Clara.
- 1992: Mención en el 6.º Salón de Premiados, en el Museo Nacional de Bellas Artes (La Habana).